# حسین جودت
حسین جودت مشهور به میرزا حسین خان جودت (۱۲۷۱ –۱۳ بهمن ۱۳۶۸) از فعالان فرهنگی، سیاسی، مطبوعاتی و نویسنده و مترجم معاصر ایران بود. تحصیلات خود را در مدرسه علمیه دارالفنون به پایان رسانیده و به زبان‌های فارسی، عربی، فرانسه و انگلیسی تسلط کامل داشت. وی در خانواده‌ای زاده شد که پدرش میرزا جعفر خان در دستگاه ناظم السلطنه که ریاست کشیک خانه گارد مخصوص شاه (یکی از مهم‌ترین مشاغل در دربار ناصرالدین شاه قاجار) و حفاظت از دربار قاجاریه به عهده وی محول شده بود. میرزا جعفر خان را به سمت رئیس سواره نظام گارد شاه (قول لار آقاسی) منصوب و رتق و فتق امور و نظارت بر تحصیلات فرزندان خود را نیز به وی واگذار نموده بود، موقرالسلطنه پسر ارشد ناظم السطنه از روشنفکران دربار شاه و پیرو افکار و اقدامات امیر کبیر و خواهان اصلاحات در سیستم استبدادی دربار بود، وی مبادرت به تهیه و نوشتن شبنامه‌هائی علیه در بار می‌نمود، و مسئولیت خطیر تکثیر و پخش شب‌نامه‌ها را که کار بسیار دشواری بود، به میرزا جعفر خان پدر میرزا حسین خان جودت که مورد احترام و اعتماد و اطمینان و دارای عواملی جهت انجام این منظور بود واگذار نمود، در اثر تکرار و پخش شب‌نامه‌ها این عمل توسط جاسوسان دربار کشف و در نتیجه موقرالسلطنه داماد شاه مغضوب دربار شد، و به دستور درباریان میرزا جعفرخان پدر میرزا حسین خان جودت نیز در (انبار) یا زندان سیاسی قاجار زندانی و به غل و زنجیر کشیده شد؛ که در نتیجه این رفتار و شکنجه‌ها و طولانی شدن مدت زندان پس از مدت زمان کوتاهی پس از آزادی از زندان بعلت ضعف و ناتوانی بدرود حیات می‌گوید.

## راه‌یابی به گیلان
مقارن با فارغ‌التحصیلی وی، و بنا به درخواست کفیل معارف گیلان قویم الدوله، از رئیس تعلیمات وقت میرزا سهام الدین خان، در تهران در رابطه با نیاز مبرم مدرسه احمدیه رشت به یک معلم در رشته ریاضی، مقرر شد بین دانشجویان فارغ التحصیل از مدرسه علمیه دارالفنون دررشته ریاضی با طرح مسائلی از دروس حساب و هندسه و جبر مسابقه‌ای برگزار شود، موفق‌ترین آن‌ها انتخاب و به معارف گیلان معرفی شود. حسین جودت با حل کلیه مسائل مطرح شده انتخاب، و به معارف گیلان معرفی شد. بدین گونه جودت به گیلان راه یافت و رهسپار آن دیار شد؛ و فعالیت‌های فرهنگی و مطبوعاتی و سیاسی خود را رسماً شروع نمود. وی علاوه بر تدریس، در سال ۱۲۹۵ جمعیت فرهنگ گیلان را بنیاد نهاد، و تا سال ۱۳۱۰ نیز این جمعیت فعال بود. جودت امتیاز روزنامه بیداری را داشت و روزنامه کمیته دموکرات رشت، روزنامه بیداری بود وی سپس به جرگه انقلاب گیلان پیوست. در انقلاب گیلان ابتدا محمد جعفر کنگاوری به سمت کمیسر معارف تعیین شد، چون وی کمتر به کارهای اداری علاقه داشت، کار معارف آن ایالت به میرزا حسین خان جودت واگذار شد، نخستین کار جودت تحویل گرفتن اداره از صدیق اعلم بود. در این رابطه عیسی صدیق (وزیر فرهنگ در سال‌های ۱۳۲۰ و ۱۳۲۶ خورشیدی)، درکتاب یادگار عمر می‌نویسد: حسین جودت که به سر پرستی معارف گیلان معین شده بود اداره را از روی دفاتر و اسناد از من تحویل گرفت.

## پس از سقوط نهضت جنگل

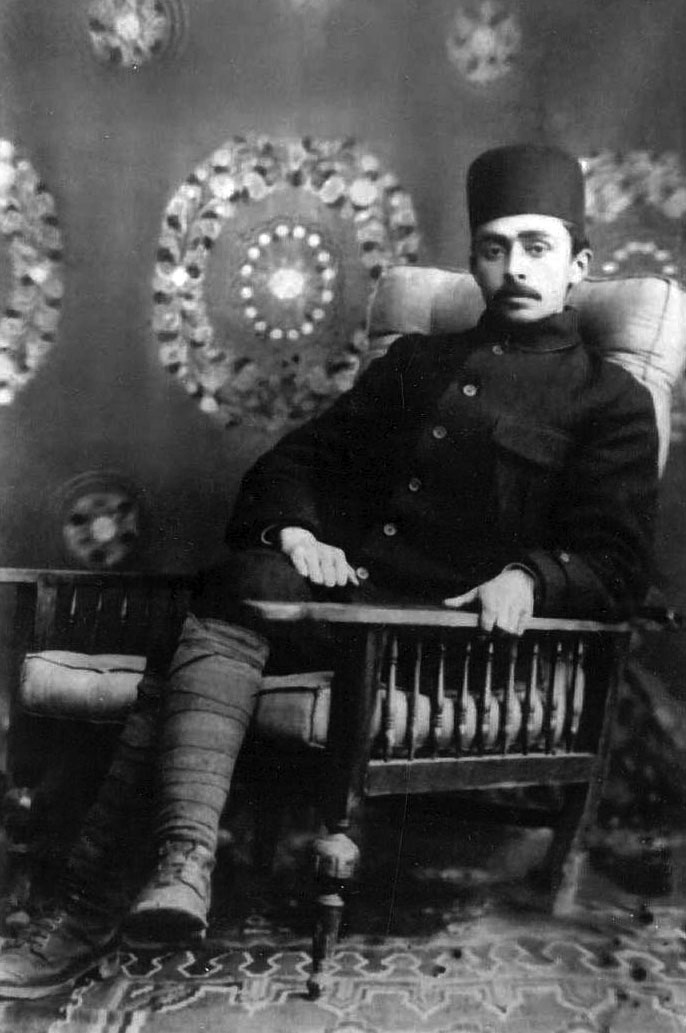
میرزا حسین خان جودت در زمان ملاقات با سردارسپه

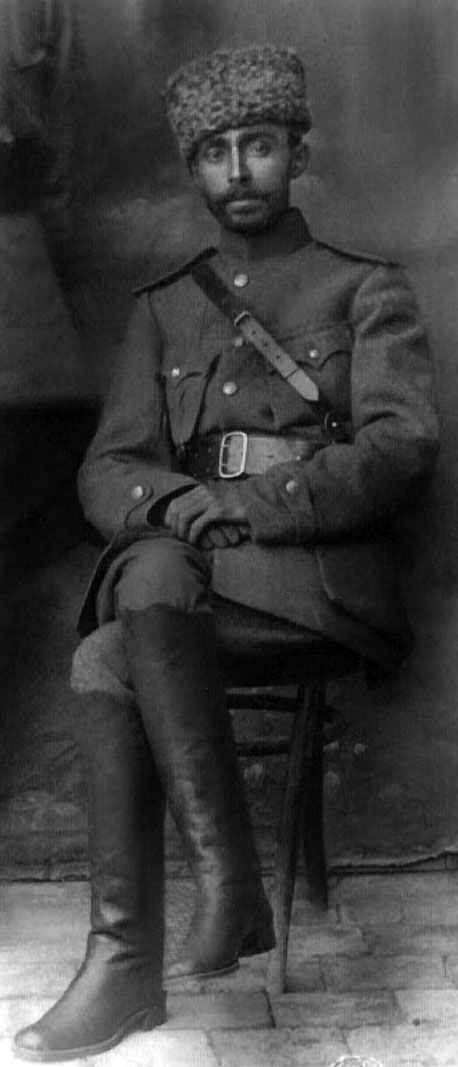
میرزا حسین خان جودت با لباس نظامی پس از ملاقات دوم با سردارسپه

میرزا حسین خان جودت، پس از سقوط نهضت جنگل، چگونگی ادامه فعالیتش در دوران پهلوی را در سه کتاب (یادبودهای انقلاب گیلان و از انقلاب مشروطیت تا انقلاب شاه و ملت، گردآورنده حسین جودت و در کتاب سردار جنگل نوشته ابراهیم فخرائی) بتفصیل توضیح داده‌است.
با توجه به توضیحات داده شده در کتاب‌های یادشده، وی به قصد ملاقات با سردارسپه به خانه او مراجعه می‌کند، و با راهنمائی آجودان وی به اتاق سردارسپه وارد می‌شود.
در این اتاق سردارسپه و خالو قربان و سایر روسای کرد حضور داشتند، پس از ادای احترام به سردارسپه و تعارفات معمول با سران کرد. خالو قربان فرمانده قوای کرد، که از طرف سردارسپه به درجه سالار ظفری نائل شده، و مأموریت سرکوبی قوای سیمیتقو در آذربایجان به وی محول شده بود، و با توجه به سوابق آشنائی با میرزا حسین خان جودت در نهضت جنگل و اطلاع از خصوصیات اخلاقی او در زمان همکاری با میرزا کوچک خان جنگلی، بدون مقدمه به سردارسپه می‌گوید که اگر جودت از طرف ما در ارکان حرب باشد، رفع نگرانی ما اکراد خواهد شد. (سالار ظفر علت این پیشنهاد را این گونه بیان می‌نماید، کسانی هستند که در غیاب من افکار سردارسپه را علیه من تحریک نموده و باعث کدورت فی‌مابین گردند. اگر چنین مسائلی پیش آید، وجود میرزا حسین خان جودت در ارکان حرب که مورد اعتماد هر دو طرف است، در قوای اکراد ضروری است) سردارسپهٔ به سرهنگ باقرخان (آجودان) می‌گوید، در این باره مشورت لازم را انجام دهید، نظر امیر موثق و شاهزاده روح‌الله میرزا را نیز بخواهید تا من برگردم.
چیزی نمی‌گذرد که سردارسپه مراجعت می‌کند. و نتیجه شور را می‌پرسد. همگی باتفاق می‌گویند که با عضویت جودت در ارکان حرب رفع نگرانی خالوها خواهد شد. رضا شاه پهلوی نیز با این پیشنهاد موافقت می‌نماید؛ و نظر جودت را خواهان می‌شود، وی می‌گوید داور حکم ریاست فرهنگ گرگان مرا صادر نموده من برای این گزارش خدمت رسیدم، رضا شاه پهلوی می‌گوید این کار واجب تر است. پس از گفتگویی با او، بلا فاصله به سرهنگ باقر خان آجودان دستور می‌دهد، که حکم جودت را با درجه یاوری به عضویت ارکان حرب عده سالار ظفر صادر و مشغول به کار شود؛ و بدین ترتیب است که جودت وارد ارتش شده و در جنگ‌های سرکوبی غائله سیمیتقو شرکت می‌نماید.
پس از کشته شدن سالار ظفر در این جنگ و انتشار خبر کشته شدن او در اردو، سبب شد امیر موثق نتواند انضباط را در قوای سالار ظفر برقرار نماید و به مقاومت ادامه دهد، بناچار دستور عقب‌نشینی می‌دهد و اردو با زد و خورد به میاندوآب عقب‌نشینی می‌کند.
سرتیپ شیبانی فرمانده کل قوای آذربایجان در نامه‌ای به سردارسپه چنین می‌نویسد:
۲۵ برج جوزا آیت ئیل ۱۳۰۱ نمره۲۰۹۳، ارکان حرب شعبه تنظیمات، ریاست محترم ارکان حرب کل قشون، در این موقع که قوای سالار ظفر حسب امر حضرت اشرف عازم تهران هستند، لازم می‌داند خاطر شریف را مستحضر سازد، یاور جودت که آجودان سرتیپ سالار ظفر بوده از حال کلیه صاحب منصبان و افراد و عده مزبور بصیرت کامل دارد و اطلاعات مشارٌ‌الیه از برای تصمیم ارکان حرب راجع به قسمت مزبور مفید خواهد بود)، فرمانده قوای آذربایجان، سرتیپ شیبانی.
پس از بررسی‌هائی که دربارهٔ علل قتل خالو قربان به عمل آمد، مسببین مجازات و سایر سران کرد که موقتاً بازداشت شده بودند آزاد و بقیه نفرات نیز به قسمت‌های مختلف قشون تقسیم شدند و بدین ترتیب داستان سر گذشت اکراد جنگل پایان پذیرفت. با به پایان رسیدن سرنوشت سران کرد و تقسیم قوای اکراد مأموریت جودت نیز در این قوا به پایان رسید.

## پس از خروج از ارتش

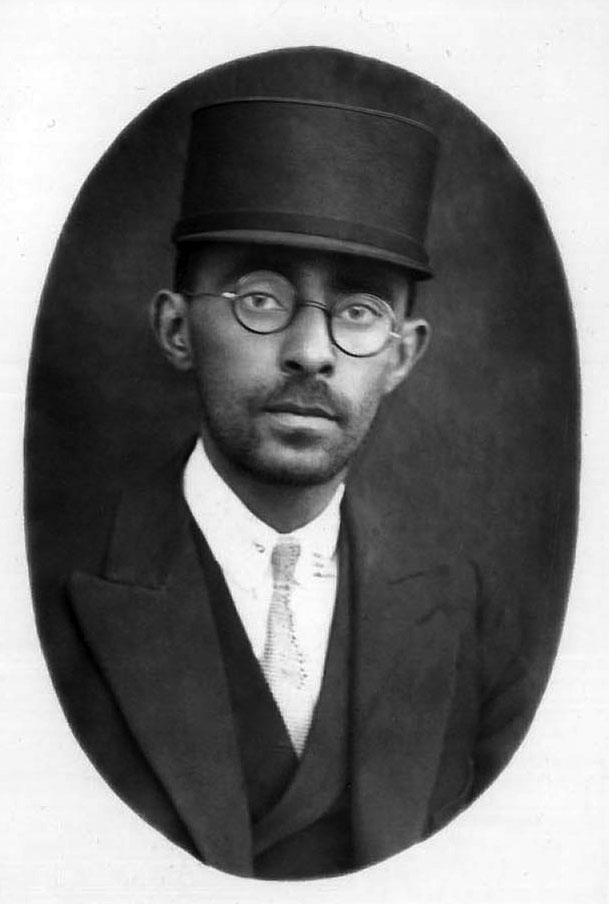
میرزا حسین خان جودت در زمان تصدی ریاست فرهنگ کرمان

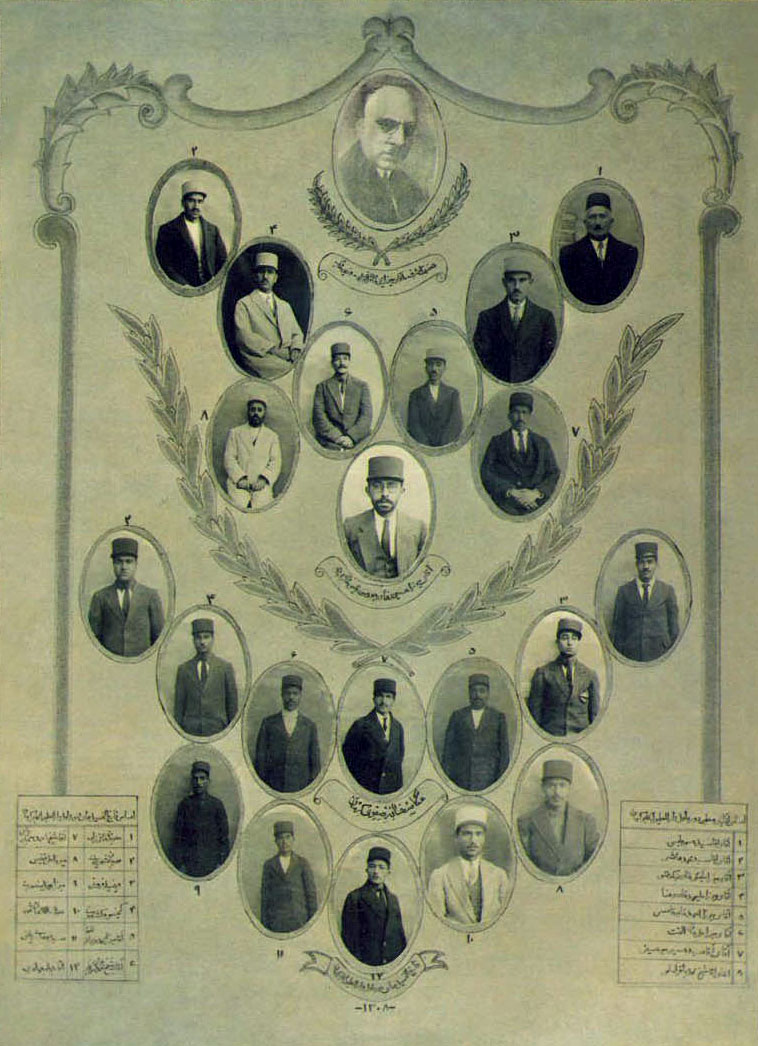
در بالای تابلو زیرنویس عکس: میرزا یحیی خان قره گزلو وزیر معارف و زیرنویس عکس وسط تابلو: میرزا حسین خان جودت رئیس معارف کرمان

میرزا حسین خان جودت پس از خروج از ارتش دوباره به فرهنگ برگشته و به خدمات فرهنگی خود که همانا آرزوی دیرینه اش بود ادامه داد. وی ابتدا به ریاست فرهنگ کرمان و سپس به ریاست فرهنگ لرستان منصوب و مشغول بکار شد. لازم است ذکر شود شرح خدمات وی در فرهنگ کرمان در کتاب‌های ارزشمند جامعه بازنشستگان آموزش وپرورش کرمان و کتاب اسناد و معارف کرمان و نشریه فرهنگ کرمان شرح داده شده‌است. (جودت در ۷ آذر ۱۳۰۶ طبق ابلاغی با حقوق ماهیانه ۵۲ تومان به ریاست فرهنگ کرمان منصوب شد و تا سال ۱۳۰۹ ه‍.خ) این سمت را عهده‌دار بود. چندین باب مدرسه در دوره تصدی او افتتاح شد و خدماتی دیگر مثل تأسیس دارالمعلمین در سال ۱۳۰۸ خورشیدی و بهبود بخشیدن وضع حقوق معلمین و سرو سامان دان به وضع دارالایتام اقدام نمود و در نتیجه بر تعداد مدارس، معلمین و دانش آموزان افزود. به پاس خدمات نامبرده مدرسه‌ای به نام جودت اسم گذاری شد. وی از تاریخ۳۰ فروردین سال ۱۳۰۹ه‍.خ) به تهران منتقل در معارف تهران مشغول بکار شد ولی مردم کرمان با مخابره تلگراف‌های زیاد خواهان بازگشت او بودند. در نتیجه وزارت معارف با درخواست‌های مردم کرمان موافقت نمود و جودت در ۲۰ اردیبهشت ۱۳۰۹ه‍.خ). در سمت ریاست فرهنگ به کرمان بازگشت؛ و تا سال ۱۳۱۲ در کرمان عهده‌دار ریاست فرهنگ بود و دوباره به تهران منتقل شد و در سال ۱۳۱۳ به دریافت یک قطعه نشان علمی از نوع درجه دوم نایل شد. در نشریه فرهنگ می‌نویسد: آثار فرهنگی جودت در ایالت کرمان آنقدر زنده و برجسته است که هنوز یاد او از خاطره‌ها فراموش نشده، خلاصه هر مدرسه در دهات یادگاری است که به قلم جودت در پهنه استان هشتم نوشته شده‌است و به پاس قدرشناسی دبستانی نیز در کرمان به نام وی موسوم است. میرزا حسین خان جودت در زمان وزارت علی اصغر حکمت وزیر معارف، که از شهریور سال ۱۳۱۲ تا ۱۳۱۷ ه‍.خ) ادامه داشت. به سِمت ریاست اداره ساختمان در وزارت فرهنگ منسوب شد، که نمونه‌ای از کارهای ا نجام شده، در دوران تصدی این شغل که تحت سرپرستی حکمت وزیر فرهنگ انجام گرفت، احداث بناهای دانشکده‌های پزشکی و دانشکده دندانسازی و دانشکده داروسازی و پاویون‌های تشریح دانشگاه تهران، و ساخت سالن ورزشی امجدیه و تعداد زیادی دبستان و دبیرستان در تهران و سایر شهرستان‌ها است. جا دارد در اینجا به شرح مختصری از تاریخچه تأسیس دانشگاه تهران که بقلم اقبال یغمائی نوشته شده‌است بپردازیم
- قانون تاسیس دانشگاه را مجلس شورای ملی در جلسه مورخ ۸ خرداد ۱۳۱۳ تصویب کرد و زمین آن که ۲۰۲۲۰۴ متر مربع وسعت دارد روز ۵ خرداد ۱۳۱۳ با قنات متعلق به آن به مبلغ ۹۰۹٬۹۱۸ ریال، هر متر مربع چهار ریال و نیم خریداری شد. نقشه عمومی دانشگاه را آندره گدار طرح کرد و روز سوم تیر ۱۳۱۳ ساختمان تالار تشریح با حضور فروغی، رئیس‌الوزرا و هیئت شورای دانشکده آغاز شد.
- جودت در کتاب یادبودهای انقلاب گیلان خاطره‌ای در رابطه با ساخت دانشگاه تهران در صفحه ۱۷۳ نقل کرده، می‌نویسد: دستور تهیه نقشه دانشگاه به وزارت فرهنگ داده شد. از طرف وزارت فرهنگ آندره گدار رئیس موزه باستان‌شناسی مأمور تهیه نقشه (عمومی) شد. وقتی نقشه‌ها آماده شد، به حضور رضا شاه بردند، توضیحات لازمه را دادند، رضاشاه فرمود، این آن نقشه‌ای که من برای دانشگاه می‌خواهم نیست، من می‌خواهم که دانشگاه تهران دانشگاه شرق بشود، بروید نقشه بزرگتر و وسیع تری را تهیه کنید، نقشه بعدی همان است که اکنون پاوین‌های مختلف را شامل و ساخته شده‌است. وی می‌نویسد: پس از تصویب نقشه دوم، ضرب الاجل ساخت ساختمان تالار تشریح را شش ماه تعیین کردند، من باهمکاری یکی از دوستان صمیمی بنام سید حسین نیکخو با تلاش شبانه‌روزی در آن بیابان بی آمدشد و با مواجه شدن با خطرات توانستیم ساختمان را در زمان تعیین شده تکمیل و تحویل دهیم.
- علی اصغر حکمت وزیر معارف در زمان ساخت دانشگاه تهران می‌نویسد:[۵]دراینجا باید از حسین جودت رئیس اداره ساختمان به نیکی یاد کنیم، که در طول مدت ساختمان دانشگاه با جدیت و ذوق و شوق، مباشرت این کار بزرگ را بعهده گرفت، و با درستی و امانت و جدیت خستگی ناپذیر به این بنای تاریخی سعی بلیغ می‌کرد.
- میرزا حسین خان جودت پس از ریاست اداره ساختمان وزارت فرهنگ به ریاست اداره ساختمان بانک ملی منسوب شد سپس عهده‌دار سمت معاونت شرکت تلفن ایران در تهران شد، و مدتی سرپرستی این شرکت را نیز بعهده گرفت. جودت پس از سرپرستی شرکت تلفن ریاست اداره حقوقی و قرار دادهای بانک ساختمانی را عهده‌دار شد؛ که در آن زمان به موجب تصویب‌نامه دولت ساختمان‌های بسیار زیادی به عنوان مراکز آموزشی جهت وزارت فرهنگ توسط بانک ساختمانی احداث شد که وی نقش ارزنده‌ای را در این راستا ایفا نمود. وی پس از بانک ساختمانی مدیریت کارهای ساختمانی انجمن آثار ملی را عهده‌دار شد، که درخدمت سایر مسئولین و همکاران صدیق این انجمن در ساخت آرامگاه‌ها و بناهای یاد بود جهت بزرگان این مرز و بوم درنهایت صداقت و امانت داری نقش بسیار ارزنده‌ای ایفا نمود، که کتاب کارنامه انجمن آثار ملی.[۶] خود گواه بر خدمات انجام شده توسط مسئولین صدیق انجمن آثار ملی در مدت نیم قرن است، که حسین جودت در ساخت پروژه‌ها به شرح زیر نهایت همکاری را در سمتهای مختلف با آن انجمن مبذول داشته‌است.

## فعالیت‌های سیاسی
یقیکیان می‌نویسد. هنگام فعالیت حزب دموکرات در گیلان جودت (میرزا حسین خان) که یکی از اعضای مؤثر آن حزب بود، با میرزا و جنگلی‌ها همکاری داشت.
حبیب یغمائی، اعضای حزب عامییون را مردمانی شریف و معتمد قلم داد نموده، و اسامی تعدادی از اعضای حزب را چنین یادآور شده‌است، (تقی‌زاده- حکیم الملک- نجم الملک- حسن سمیعی- محمود ارفان- حسین جودت- و…)

## فعالیت‌های فرهنگی
- ابراهیم اصلاح عربانی در کتاب ارزشمند (گیلان) درسه جلد که با کوشش افرادی چون (محمد حسن گنجی، حسن حاج سید جوادی، فرج‌الله محمودی، حبیب‌الله زنجانی، محمد تقی رهنما، ایرج اصلاح عربانی[۹]دربارهٔ جمعیت فرهنگ می‌نویسد. این جمعیت به سال ۱۲۹۵ خورشیدی به کوشش یکی از فرهنگیان سرشناس بنام میرزا حسین خان جودت انجام گرفت او مدتی معلم ریاضیات (مدرسه احمدیه) و بعد مدیر دارالایتام و در دوران انقلاب جنگل نیز کمیسر معارف بود.
- محمد باقر گلبرگ عضو انجمن فرهنگ رشت دربارهٔ این انجمن در کتاب (یادبودهای انقلاب گیلان چنین توضیح می‌دهد): این جمعیت در سال ۱۲۹۵ خورشیدی به همت حسین جودت دبیر ریاضیات مدرسه احمدیه و کوشش جمعی از جوانان روشن فکر گیلان تشکیل شد. با تشکیلات منظم و مرتب خود آثار برجسته‌ای از خود به یادگار گذاشت که در ایران خصو صا گیلان برای همیشه باقی خواهد ماند. در تشکیلات داخلی این جمعیت نکات برجسته‌ای به چشم می‌خورد که نظیر آن در سایر مجامع علمی و هنری گیلان دیده نشد.
- محمود تربتی سنجابی می‌نویسد.[۱۰] جمعیت فرهنگ گیلان به سال ۱۲۹۵ توسط میرزا حسین خان جودت (نه دکتر جودت) و تنی چند از یاران فرهنگی او در رشت بنیاد نهاده شد. و تا سال ۱۳۱۰ فعالیت داشته‌است.
- در کتاب بزرگ‌مردی از تبار جنگل (یاد نامه ابراهیم فخرائی) بنیان‌گذار مجمع ادبی فرهنگ را حسین جودت معرفی نموده‌است.

## فعالیت‌های روزنامه‌نگاری
- یقیکیان در کتاب شوروی و جنبش جنگل می‌نویسد. وی (میرزا حسین خان جودت) در آن زمان دو روزنامه در رشت منتشر می‌کرد: روزنامه آموزگار که هفته‌ای یکبار در سال۱۳۳۵ ق نشر می‌یافت؛ و روزنامه بیداری ارگان حزب دموکرات در سال ۱۲۹۹ خورشیدی.
- ابراهیم اصلاح عربانی در کتاب گیلان جلد سوم دربارهٔ روزنامه آموزگار چنین می‌نویسد: از این روزنامه در هیچ فهرستی جز تاریخ جراید و مجلات ایران ذکری به میان نیامده است فقط محمد صدر هاشمی زیر تعرفه روزنامه آموزگار منتشره در سال ۱۳۲۹ قمری می‌نویسد. میرزا حسین خان جودت در ذی الحجه ۱۳۳۵ قمری روزنامه‌ای به نام آموزگار منتشر ساخته و نقل از شماره ۳۳ سال نهم روزنامه وطن اضافه می‌نماید (جریده شریفه آموزگار که به مدیریت میرزا حسین خان جودت تازه در رشت طلوع نموده بایک بیانات شیرین هموطنان را به سوی ارتقا می‌کشاند، در این چند روزه نمره اول آن به اداره واصل شد) آگاهی دیگری جز این نداریم.
- وی در رابطه با روزنامه بیداری می‌نویسد:[۱۱] در خرداد ۱۲۹۹ روزنامه بیداری به مدیریت حسین جودت چاپ و نشر یافت.
- بهاء الدین املشی (میزان) درکتاب گوشه‌هائی از تاریخ گیلان به معرفی روزنامه‌های گیلان پرداخته و در صفحه ۱۹۷ مدیر روزنامه بیداری را حسین جودت معرفی می‌نماید.

## نوشته‌ها

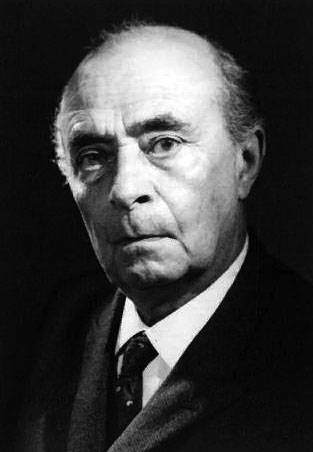
عکس حسین جودت که در ابتدای کتب تألیفی او دیده می‌شود

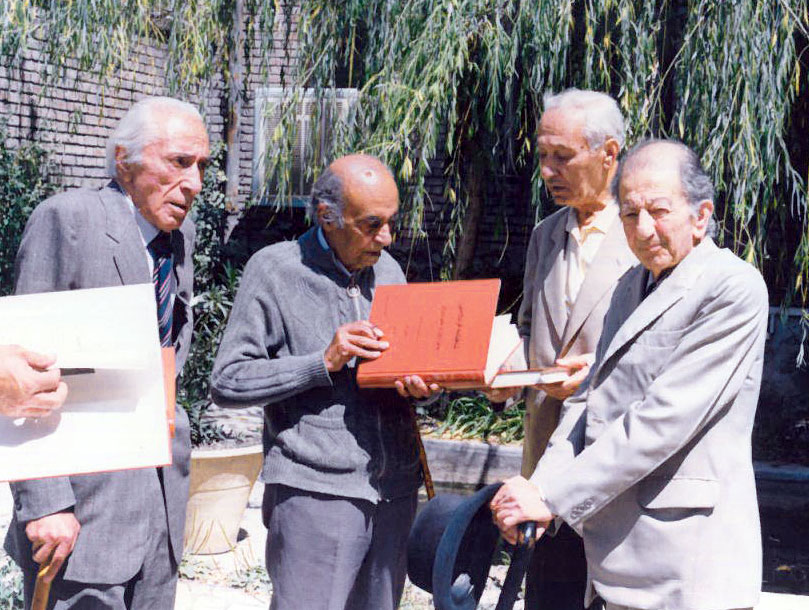
از سمت راست نفر اول ابراهیم فخرائی، نفر سوم حسین جودت، نفر چهارم جهانگیر سرتیپ پور

میرزاحسین خان جودت در خلال مشاغل یادشده نسبت به تألیف و گردآوری و ترجمه کتبی بشرح ذیل اقدام نموده‌است.
- شاهنامه فردوسی به نثر روز و نظم دیروز در سه بخش و در سه جلد.
- درنده خویان (چنگیز خونریز، تیمور خونخوار، آتیلا بلای آسمانی) این کتاب تحت شماره ۲۰۳ در ۱۳۵۳/۲/۳۰ در کتابخانه ملی به ثبت رسید شامل ۱۱۱ صفحه (چاپ درخشان)
- قیام‌ها و شورش‌ها (جانبازی دلاوران ایرانی برای خلاصی از سلطه تازیان)
- پیشتازان آزادی و تجدد و اصلاحات ایران این کتاب تحت شماره ۱۰۵۷ درتاریخ۱۳۵۲/۷/۹ در کتابخانه ملی به ثبت رسید، شامل ۲۰۳ صفحه (چاپ درخشان)
- یادبودهای انقلاب گیلان و تاریخچه جمعیت فرهنگ رشت، این کتاب تحت شماره ۶۴۲ در ۱۳۵۱/۹/۵ در کتابخانه ملی به ثبت رسید، شامل ۲۸۸ صفحه (چاپ درخشان)
- از صدر مشروطیت تا انقلاب سفید، تاریخچه فرقه دموکرات یا جمعیت عامیون ایران: این کتاب تحت شماره ۱۰۶ دفتر مخصوص کتابخانه ملی در فروردین ۱۳۴۸ شامل ۱۸۴ صفحه (چاپ درخشان)
- از انقلاب مشروطیت تا انقلاب شاه و ملت :این کتاب تحت شماره ۱۹۷۶ در ۱۳۵۶/۱۲/۲۱ در کتابخانه ملی به ثبت رسید شامل ۵۰۸ صفحه (چاپ درخشان)
- تهران (در گذشته نزدیک از زمان) شامل گفتارهایی سودمند :این کتاب تحت شماره ۱۷۱۳ در ۱۳۵۶/۱۲/۲ در کتابخانه ملی به ثبت رسید، شامل ۱۷۹ صفحه
- داستان‌های تاریخی (از وقایع برجسته باستان شکوفان ایران) پیش از دوران هخامنشی تا آخر دوران ساسانی: این کتاب تحت شماره ۸۱۸ در ۱۳۵۳/۶/۳۱ در کتابخانه ملی به ثبت رسید، شامل ۱۰۹ صفحه (چاپ درخشان)
- کیش‌ها و آئین و اندیشه‌ها (شامل مختصری از مذهب‌ها و طریقه‌ها و مسلکها): این کتاب تحت شماره ۵۹۲ درتاریخ ۱۳۴۹/۶/۹ در کتابخانه ملی به ثبت رسید، شامل ۲۱۱ صفحه (چاپ درخشان)
- پیام آوران بزرگ (موسی کلیم اله، عیسی روح‌الله، محمد رسول اله): این کتاب تحت شماره ۱۳۸۳ در ۱۳۵۲/۹/۲۶ در کتابخانه ملی به ثبت رسید، شامل ۱۷۱ صفحه (چاپ درخشان)
- عارفان و صوفیان (آشنائی به راه و روش آنان): این کتاب تحت شماره ۱۷۸۳ در ۱۳۵۵/۱/۲۸ در کتابخانه ملی به ثبت رسید، شامل ۹۷ صفحه (چاپ درخشان)
- سرایندگان نامی ایران که در مرکز استان آذرآباد گان شرقی در قبرستان سرخاب تبریز بخاک سپرده شده‌اند (مقبره الشعرا) :این کتاب تحت شماره ۳۵۵ در ۱۳۵۳/۴/۱ در کتابخانه ملی به ثبت رسید: شامل ۷۱ صفحه (چاپ درخشان)
- گلچینی از گفته‌های دیگران،: این کتاب تحت شماره ۱۶۵۱ در ۱۳۵۳/۱۲/۵ در کتابخانه ملی به ثبت رسید، شامل ۱۶۵ صفحه (چاپ درخشان)
- مضمون‌ها و مثال‌ها و (گفتارهای کوتاه دلچسب آموزنده) :این کتاب تحت شماره ۱۸۶۵ در ۱۳۵۴/۱/۲۶ در کتابخانه ملی به ثبت رسید، شامل ۱۴۸ صفحه (چاپ درخشان)
- مضمون‌ها و مثال‌ها و (گفتارهای کوتاه دلچسب آموزنده) جلد دوم: این کتاب تحت شماره ۱۴۲۶ در ۱۳۵۷/۵/۴ در کتابخانه ملی به ثبت رسید (چاپ درخشان)
- در کتاب سلسله انتشارات انجمن آثار ملی به شماره ۷۵ که به مناسبت سالروز در گذشت تقی‌زاده به اهتمام حبیب یغمایی تهیه شده‌است. مقاله‌ای از حسین جودت تحت عنوان اشارتی به شخصیت تقی‌زاده در صفحات ۲۶۸ الی ۲۷۰ بچاپ رسیده‌است.

## کتاب‌های ریاضی
کتاب‌های ریاضی نوشته شده برای آموزش در مدارس:
- (پانصد مسئله) مخصوص داوطلبان تصدیق نامه ابتدائی و متوسطه، دوره اول، ۲۰۰ مسئله، تألیف (حسین خان جودت)، (چاپ اول) حق طبع و تقلید محفوظ و مخصوص است به مدیر کتابخانه ادب ۱۳۴۴ قمری مطبعه (سپهر) طهران
- دوره دوم پانصد مسئله، مخصوص کلاس‌های متوسطه
- دوره سوم پانصد مسئله، مخصوص کلاس‌های متوسطه
- حساب سال اول ودوم، حساب ابتدائی
- حساب سال سوم وچهارم، حساب ابتدائی
- حساب سال پنجم و ششم، متوسطه
- حساب سال هفتم و هشتم، متوسطه
- حل المسائل جبری

## ترجمه کتب
- تاریخ چین نوشته سر. ربرت. ک. دوگلاس ترجمه حسین جودت از انگلیسی به فارسی: این کتاب تحت شماره ۹۸۸ در ۱۳۵۰/۹/۱۰ در کتابخانه ملی به ثبت رسید: شامل ۴۲۸ صفحه (چاپ درخشان)
- تاریخ اروپا (از عهد قدیم تا جنگ بزرگ جهانی ۱۹۱۴) نوشته ا. جی. گرانت، ترجمه حسین جودت از انگلیسی به فارسی: این کتاب تحت شماره ۱۳۲۹ در ۱۳۵۴/۱۱/۲۱ در کتابخانه ملی به ثبت رسید، شامل ۶۰۰ صفحه (چاپ درخشان)
- بهداشت همگانی نوشته آنتوان پیزن Antoine-pizon ترجمه حسین جودت از فرانسه به فارسی :این کتاب تحت شماره ۵۳۹ در ۱۳۵۵/۴/۲۰ در کتابخانه ملی به ثبت رسید، شامل ۳۵۷ صفحه

## دیدگاه‌ها دربارهٔ حسین جودت
- گریگور یقیکیان در رابطه با حسین جودت می‌نویسد.[۱۲] مسئول (وزیر) فرهنگ حسین جودت جوان خوش‌اخلاق و معارف پروری بود که ندرتاً به اداره می‌آمد او تمام روز گاهی تا نیمه شب به کارهای هیئت مسئولین مشغول بود و اغلب بنا بر حکم کمیته انقلابی در مسافرت بود. این شخص که نظارت مدرسه فردوسی را داشت، خدمت به فرهنگ را از همه بیشتر ترجیح می‌داد، ولی مقام و مسئولیت (وزارت) او را برای مدت چند ماه از خدمت به معارف محروم ساخت. جودت مادر و برادری داشت که گرچه می‌توانستند در یکی از عمارات مجلل شهر منزل کنند، ولی از خانه حقیری که ناظم مدرسهٔ فردوسی داشت بیرون نرفته و ماه به ماه مال الاجاره را مرتباً به مالک خانه می‌پرداخت. جودت نخواست از مقام و نفوذ خود استفاده کرده و مانند مسئولین دیگر و کارمندان کمیته انقلابی در عمارت مجلل منزل کرده و دارای مستخدم و مستخدمه باشد. جودت سرمایه‌ای برای خود جمع نکرد و با کمال صداقت به انقلاب خدمت کرد و از اعلام عفو عمومی استفاده کرد، تسلیم قوای سردارسپه شد، به تهران رفت و در تهران دوباره به معارف خدمت نمود.
- باستانی پاریزی در رابطه با ساخت ساختمان‌های دانشگاه تهران می‌نویسد:[۱۳] ساختمان‌ها از همان روزهای اول شروع شده. باید عرض کنم که بیشتر ساختمان‌ها زیر نظر حسین جودت، که آن وقت رئیس اداره ساختمان وزارت معارف بود. به قول علی اصغر حکمت، کار ساختمان دانشگاه با جدیت شروع شد، و ساختمان سالن تشریح در همان سال افتتاح شد (نام جودت را بدین سبب بردم که کمتر کسی بدان توجه داشته، خصوصاً که این جودت، وزیر معارف میرزا کوچک خان هم بوده و بعداً (پس از خاتمه انقلاب جنگل) به صورت تبعید گونه رئیس معارف کرمان شده و من در۱۳۱۱ه‍.خ/۱۹۳۲ م نخستین بار او را دیدم که باری برای سرکشی مدرسه پاریز آمده بود- در زمستان سرد و با زحمت تام. (جودت در ۱۳۲۹ به افتخار بازنشستگی در وزارت فرهنگ نائل گشت)
- ابراهیم فخرائی چنین می‌نویسد:[۱۴]شرح تفصیلی تسلیم کردهای مصلح گیلان و اعزامشان بسوی آذربایجان به منظور جنگ با اکراد شکاک که در راسشان اسماعیل سیمیتقو قرار داشت و بالاخره پایان کارشان را دوست دانشمند ما حسین جودت که از فرهنگیان بنام و آن زمان در متن حوادث و جریانات انقلاب حاضر و ناظر ماجراها و رویدادها بود بخواهش ما تنظیم نموده که با عرض تشکر از معظم‌له قسمتی از یادداشت‌های مزبور را در اینجا نقل می‌کنیم.
- در نشریه فرهنگ (روسای فرهنگ کرمان) صفحه ۱۵۷ می‌نویسد:آثار فرهنگی جودت در ایالت کرمان آنقدر زنده و برجسته است که هنوز یاد او از خاطره‌ها فراموش نشده خلاصه هر مدرسه در دهات یادگاری است که بقلم جودت در پهنه استان هشتم نوشته شده‌است و به پاس قدرشناسی دبستانی نیز در کرمان بنام او موسوم است.

## یادکردها

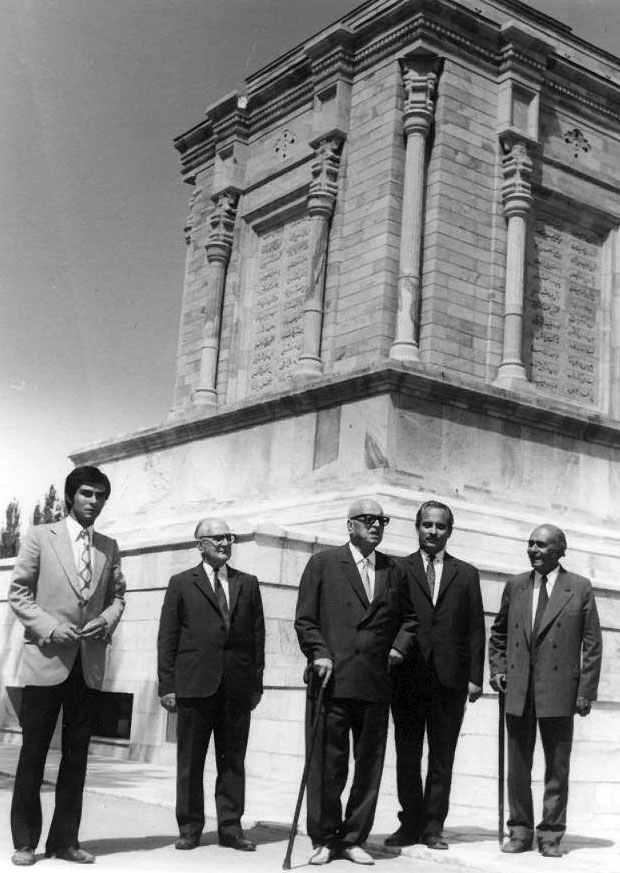
از سمت راست نفر اول حسین جودت، نفر سوم سپهبد اق اولی رئیس هیئت مدیره انجمن آثار ملی، نفر چهارم محمد طاهر بهادری نماینده انجمن آثار ملی در استان خراسان، نفر آخر بهرام جودت

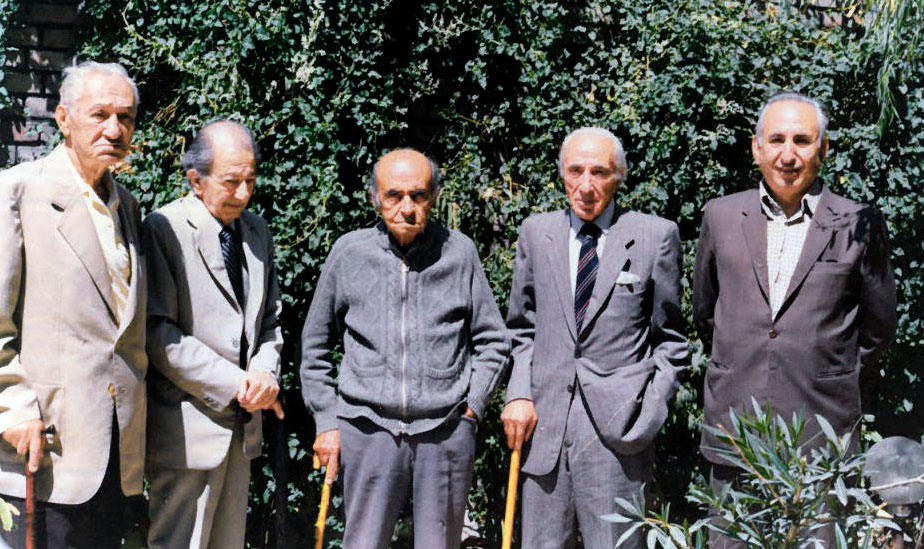
از سمت راست نفر دوم جهانگیر سرتیپ پور، حسین جودت، ابراهیم فخرائی

- کتاب شوروی و جنبش جنگل نوشته گریگور یقیکیان
- کتاب سردار جنگل نوشته ابراهیم فخرائی
- کتاب پوست پلنگ نوشته باستانی پاریزی
- کتاب سی خاطره از عصر فرخنده پهلوی نویسنده علی اصغر حکمت
- کتاب یادگار عمر خاطراتی از سر گذشت عیسی صدیق جلد اول کتاب فروشی دهخدا
- کتاب گوشه‌ها ئی از تاریخ گیلان نوشته بهاء الدین املشی (میزان)
- کتاب تاریخچه تئاتر گیلان (۱۲۸۹–۱۳۵۷) تحقیق و نوشته علی حاج علی عسکری در سه جلد
- کتاب دکتر حشمت و اندیشه اتحاد اسلام در جنبش جنگل تألیف سید محمد تقی میر ابوالقاسمی نشر ندا (صفحه ۱۱۷)
- کتاب بزرگ‌مردی‌تبار جنگل یا د نامه ابراهیم فخرائی (صفحه ۵۳)
- قربانیان با ور و احزاب سیاسی ایران تا لیف محمود تربتی سنجابی (صفحه۶۵)
- خاطرات نورالدین کیا نوری مؤسسه تحقیقاتی و انتشاراتی دیدگاه (صفحه ۸۳ و صفحه ۷۰)
- کلاه گوشهٔ نوشین روان مغ تألیف باستانی پاریزی (محمد ابراهیم) استاد تاریخ دانشگاه: تهران (صفحه ۴۲۲ و ۴۲۳)
- کتابشناسی عمومی تاریخ سیاسی ایران تألیف علیرضا ازغندی (صفحه ۱۸ و ۲۳ و ۷۵ و ۱۰۲)
- کتاب ایران بین دو انقلاب از مشروطه تا انقلاب اسلامی یرواند آبراهامیان ترجمه کاظم فیروزمند حسن شمس آوری محسن مدیر شانه چی (صفحه ۱۱۶)
- کتاب مشروطه ایرانی ما شاءالله آجودانی نشر اختران (صفحه ۴۸۴)
- کتاب زندگی رضا شاه پهلوی از سواد کوه تا ژوهانسبورگ نجفقلی پسیان- خسرو معتضد (صفحه ۲۷۴)
- کتاب شهناز پهلوی دختر فوزیه خسرو معتضد جلد اول نشر البرز صفحه (۱۷۸)
- کتاب از زندان رضا خان تا صدر فرقه دموکرات آذربایجان علی مرادی مراغه‌ای نشر اوحدی تهران ۱۳۸۲(صفحه ۴۸۰)
- کتاب معماری کریم طاهر زاده بیژن شافعی سهراب سروشیانی ویکتور دانیل مجموعهٔ معماری دوران تحول در ایران انتشارات دید (صفحه ۶۱)
- ماجرای معماری سنتی ایران در خاطرات استاد حسن لر زاده (صفحه ۳۴)
- نگاهی به پیدا یی معماری نودر ایران سیروس باور استاد دانشگاه (نشر فضا)(مؤسسه علمی و فرهنگی فضا سال ۱۳۸۸ (صفحه ۴۶۳)
- سنگ هفت قلم باستانی پاریزی (محمد ابراهیم) استاد تاریخ دانش گاه تهران (صفحه ۴۱۹)
- نشریه فرهنگ کرمان (صفحه ۱۵۶ و۱۵۷) (جامعه باز نشستگان آ موزش وپرورش کرمان)
- آینده مجله فرهنگ و تحقیقات ایرانی جلد پانزدهم شماره ۶–۹ سال ۱۳۶۸ عکس یادگاری از کرمان مرحمتی مهرداد دبستانی
- شاهنامه آخرش خوش است اثر باستانی پاریزی در- استاد تاریخ دانشکده ادبیات دانشگاه تهران (صفحه ۴۶۰ و ۷۸۲)
- اسناد معارف کرمان از مشروطه تا پهلوی دوم تهیه و تدوین فاطمه بیگم روح الامینی

## نظارت در ساخت بنا

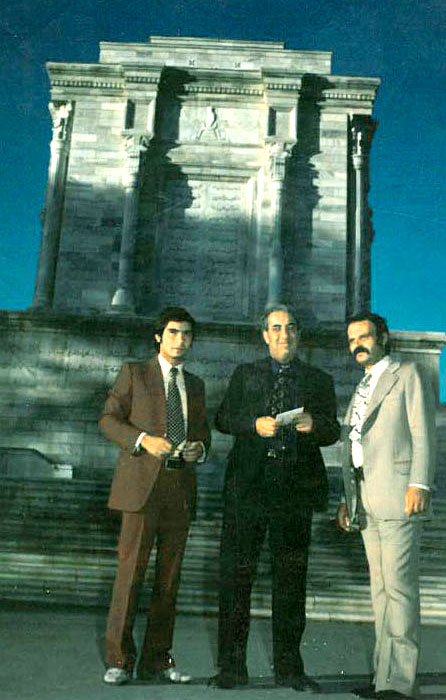
از سمت راست فریدون صدیقی، مهندس هوشنگ سیحون، بهرام جودت

بناهایی که میرزا حسین خان جودت از طرف کار فرما (انجمن آثار ملی) نظارت عالیه بر اجرای آن داشته‌اند. طراحی این بناها توسط مهندس هوشنگ سیحون انجام شده‌است.
- آرامگاه ابن سینا در همدان
- تجدید بنای آرامگاه حکیم ابوالقاسم فردوسی و نصب مجسمه و محوطه سازی باغ آرامگاه و دیوار کشی و درختکاری پردیس آرامگاه (نقشه آرامگاه فردوسی توسط مهندس کریم طاهر زاده بهزاد تهیه شده، که در زمان تجدید بنا در سال ۱۳۴۲ خورشیدی نمای اصلی و هیئات خارجی آن حفظ شد و توسط مهندس هوشنگ سیحون تغییرات عمده و زیادی در معماری آن داده شد)
- تجدید بنای آرامگاه نادر شاه افشار در مشهد
- آرامگاه خیام (طراح مهندس هوشنگ سیحون)
- آرامگاه کمال الملک در نیشابور (طراح مهندس هوشنگ سیحون)
- تعمیرات آرامگاه عطار

## بناهای اجرایی توسط جودت

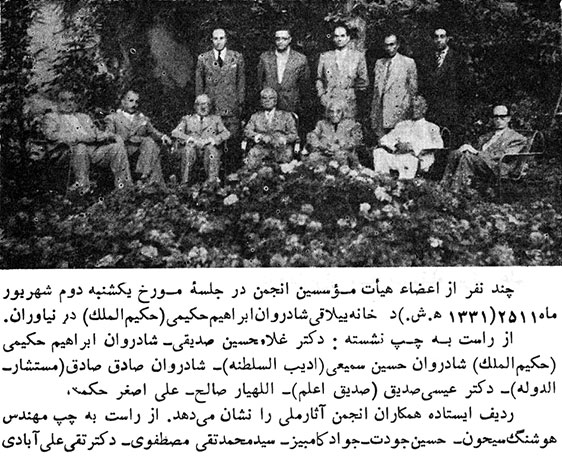
چند نفر از اعضای هیئت مؤسسین انجمن در جلسه دوم شهریور ۱۳۳۱ خورشیدی در خانه ابراهیم حکیمی

بناهایی که میرزا حسین خان جودت مستقیماً از طرف انجمن آثار ملی عهده‌دار اجرای آن بوده‌اند

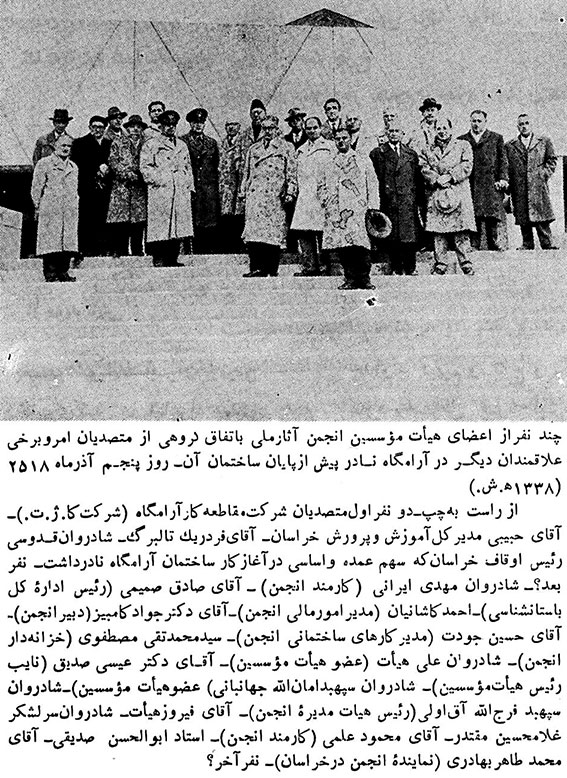
چند نفر از اعضای هیئت مؤسسین انجمن آثار ملی در آرامگاه نادر مورخ پنجم آذر ۱۳۳۸ خورشیدی

- احداث بنای یاد بود مقبره الشعرا در شهر تبریز (طراح مهندس غلامرضا فرزان مهر)
- احداث آرامگاه بابا طاهر در همدان (طراح مهندس محسن فروغی)
- احداث بنای یادبود بیهقی در ششتمد سبزوار
- احداث آرامگاه ملا حسین کاشفی (واعظ) در سبزوار (طراح مهندس احمد فرح بخش)
- احداث بنای یاد بود ابن یمین در فریومد سبزوار
- احداث بنای صائب تبریزی در اصفهان
- احداث بنای یاد بود شیخ روزبهان در شیراز
- احداث بنای یاد بود احدی مراغه‌ای در مراغه
- احداث بنای یاد بود شیخ ابوالحسن خرقانی در خرقان شاهرود
- احداث بنای یاد بود سیبویه در شیراز
- احداث بنای یاد بود نزاری قهستانی در بیرجند
- احداث بنای یاد بود رضی الدین آرتیمانی در تویسرکان
- ساخت بنای یاد بود احمد نیریزی در نیریز فارس
- ساخت بنای یادبود شیخ کبیر عبداله خفیف در شیراز
- ساخت بنای یاد بود کمال الدین وحشی بافقی
- ساخت بنای یاد بود ابو اسحاق کازرونی در کازرون
- ساخت بنای یادبود دهقان سامان در چهار محال بختیاری
- ساخت بنای یادبود سید جمال الدین اسدآبادی در اسدآباد همدان
- ساخت بنای یادبود خلاق المعالی کمال الدین اسمعیل اصفهانی در اصفهان
- ساخت بنای یاد بود ادیب الممالک فرهانی در شهر ری
- ساخت بنای یاد بود وحید دستگردی در شهر ری
- نصب پایه و مجسمه حکیم ابوالقاسم فردوسی در میدان فردوسی تهران
- نصب پایه و مجسمه خیام در پارک لاله تهران
- نصب پایه و مجسمه حکیم عمر خیام درباغ آرامگاه خیام
- مرمت و باز سازی موزه شماره ۲ (موزه مردم‌شناسی) درتهران
- مرمت و بازسازی بنای یاد بود کمالین (کمال خجندی و کمال بهزاد) در تبریز
- مرمت و بازسازی بنای ملاهادی سبزواری (اسرار) در سبزوار
- مرمت و بازسازی آرامگاه هادوی در بیرجند